# ヴィトレ (イル＝エ＝ヴィレーヌ県)
ヴィトレ （Vitré、ガロ語:Vitrae、ブルトン語: Gwitreg） は、フランス、ブルターニュ地域圏、イル＝エ＝ヴィレーヌ県のコミューン。オート＝ブルターニュ地方に属し、メーヌ、アンジューの各地方と接している。フランス文化省によってフランス歴史と文化のまちに指定されている。花のまちコンクールでは3つ花マークを獲得している。

## 地理
ヴィトレは、ヴィレーヌ川の丘陵にあり、パリ＝レンヌ間を走るフランス国鉄の路線が、東西の陥没部分を走っている。

## 歴史

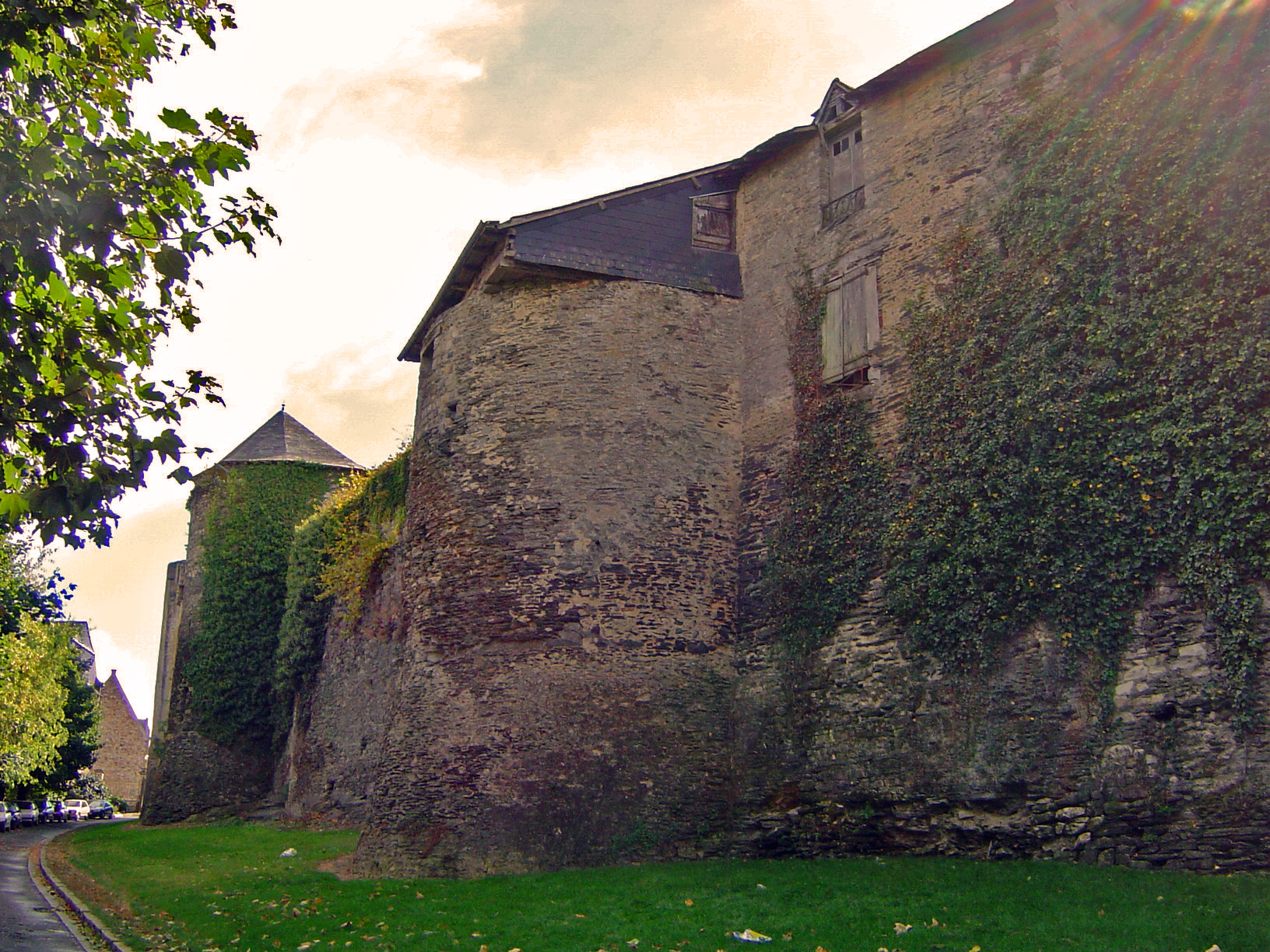
中世の塁壁

ヴィトレはガロ＝ロマン時代にできた。この一帯の農園領主にちなみ、ガロ＝ロマン語のVictorまたはVictrixからヴィトレの名が生じた。1000年が、公式にヴィトレの誕生した都市とされている。この時、ブルターニュ公ジョフロワ1世はリワロン・ル・ヴィケールへ封建権力を授けた。リワロンは、与えられたこの戦略的要地をブルターニュ辺境侯領の緩衝地帯として維持するのに努力した。小さな木造のモット・アンド・ベーリー式の城が小高い丘（サント＝クロワ丘）の上に建てられた。数度城は焼け落とされ、その後ベネディクト会派のトゥールのマルムーティエ修道院に属する聖職者へ譲渡された。石造の城は1070年にロベール1世によって、ヴィレーヌ川谷を占める岩が露出した現在の場所に建てられた。その頃建てられた原型の石造城は現在も見られる。
13世紀、城は拡大され、頑丈な塔とカーテン状の壁が装備された。城は露出の三角形の場所を結合し、フィリップ2世の城の様式を踏襲した構造で建設された。この時代、ノートルダム教会を含むヴィエイユ・ブール地区（Vieil Bourg）はヴィトレの東側で発展した。都市は防衛用塁壁と堀で囲まれた。この時代には現在のかたちをとった城塞都市であった。ヴィトレ男爵は、城塞都市周辺の特権自治体建設を指揮した。3つの自治体は、ヴィトレの現在の近隣コミューンの通りの線状レイアウトをはっきりとさせた。13世紀以降、ヴィトレは伝統的な中世都市の要素全てを結合させた。要塞状の城、宗教施設、神学校、郊外である。

### 中世

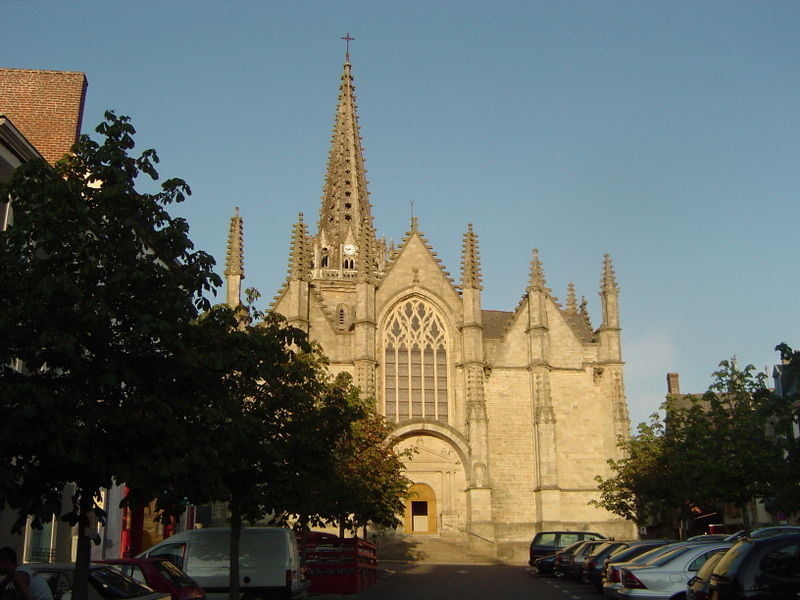
ノートルダム教会

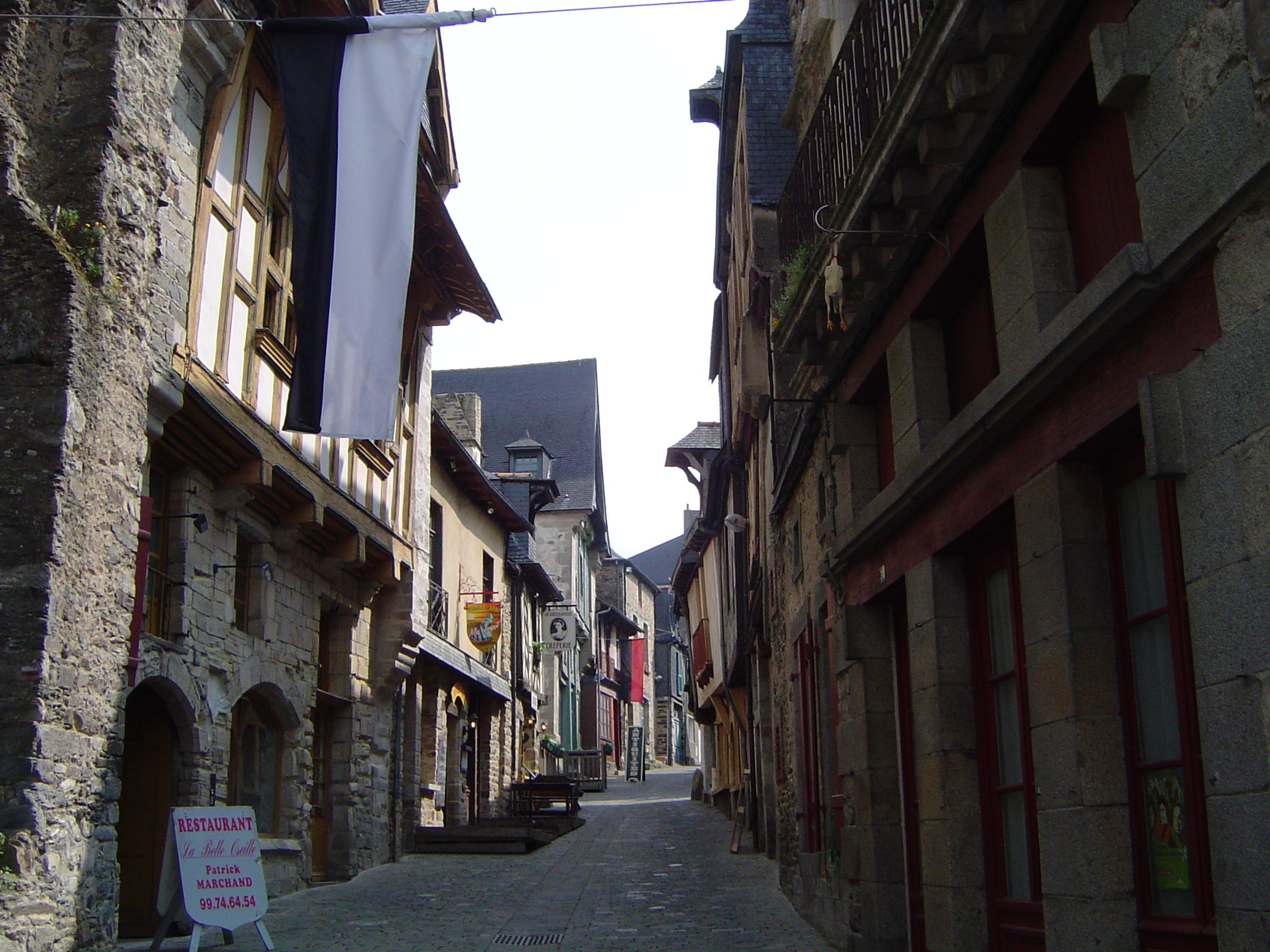
中世の面影を残すダンバ通り

15世紀、城は大砲設計の発達に遅れないよう変化した。以後、軍事的用途から外され、ヴィトレ男爵ギィ16世・ド・ラヴァルと妻アンヌ・ド・モンモランシーの快適な住居となったのである。同時期に、多くの半木造住宅と私的な高層住宅が市内に建設された。これらの中世地区を、頑丈な枠組み建築と曲がりくねって暗い通りが、小路のネットワークと同様に特徴づけていた。防御用の観点から、これらの狭い通りは市を攻略するのに邪魔となった。住宅の間口は半木造か石造のどちらかであった。コーベル（持ち送り積みとも。通りの上に突き出た高い階を張り出させるもの）が場所の節約を助けた。これらが悪天候から歩行者を守り、中央の水路へ雨水を通し、木造のファサードを良い状態で保存するのに役立った。
ヴィトレの通りの名前は、しばしば一帯の商人組合から生じた。例えば、ボードレーリー通りは皮なめし職人（"baudroyors"）が集まる場所であったし、陶器職人の通りも存在する。
ヴィトレ歴史地区はマルシュー広場か、ベネディクト会派修道院近くのマルシェ広場である。現在の城の広場は、かつて城の前庭であった。ノートルダム広場は、元は織物市場が開かれていた。15世紀以降に繁栄したヴィトレは、1472年に起きた織物の国際貿易促進のために組合を持っていた。

### ルネサンス

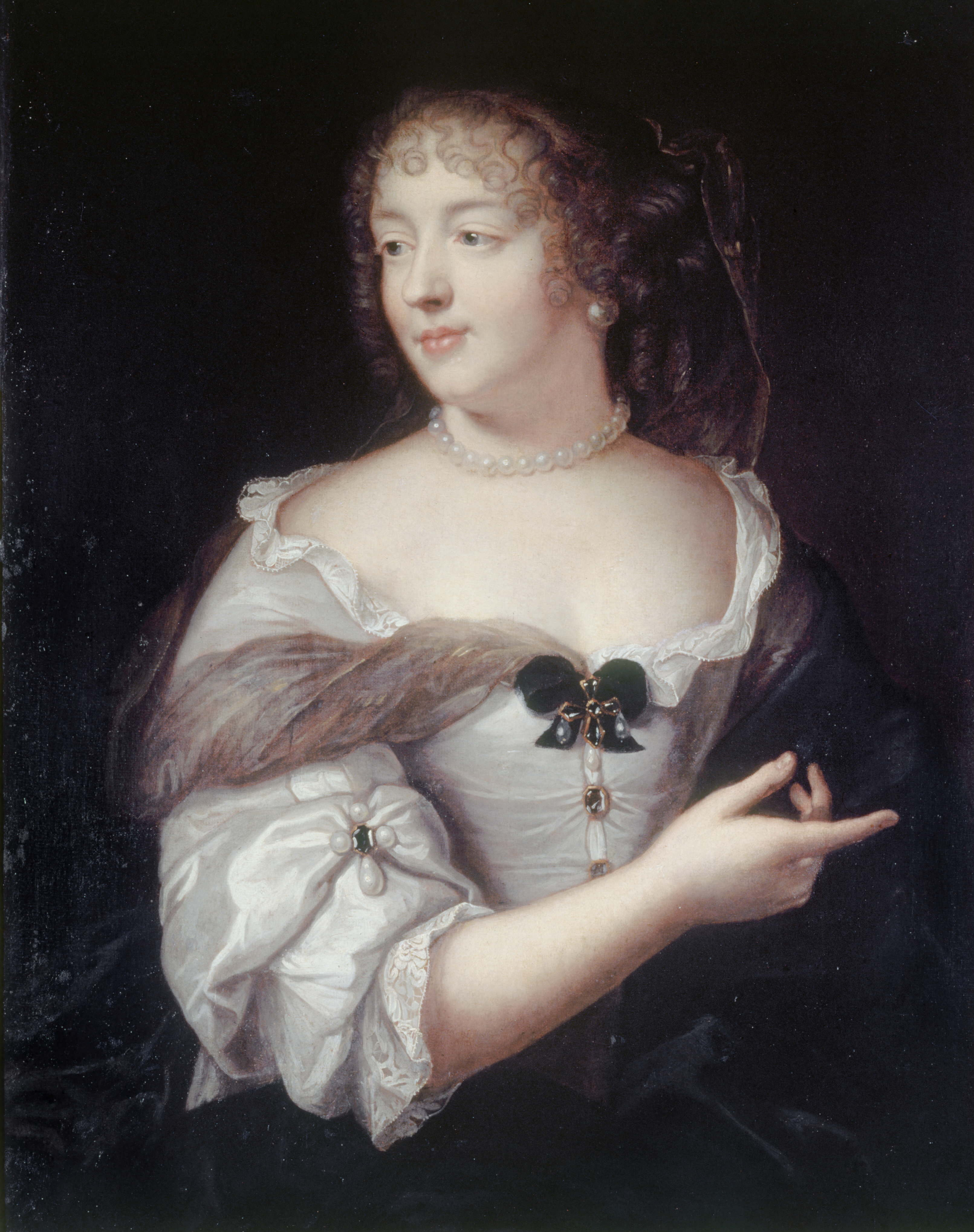
1644年、ブルターニュ貴族と結婚したセヴィニエ侯爵夫人は夫の所領のあるロシュル＝セヴィニエ城へ移り住んだ

ヴィトレは、ブルターニュ公国内で最も繁栄する経済を持っていた。ヨーロッパ中に商人組合が麻織物を売った16世紀にそのピークを迎えた。商人たちは、現在は閉鎖都市を強調しているルネサンス要素を作りだして、自分たちの広大な高層住宅を建てた。1598年、アンリ4世がヴィトレを通過した。彼は3人のヴィトレ中流階級の男たちの財に打ちのめされ、こう述べた『"もし私がフランス王でなかったら、私はヴィトレの中流階級の人間になりたい! "』
16世紀終わりの宗教戦争の最中、ヴィトレは新教徒の都市であった。ヴィトレは5ヶ月間もブルターニュ知事でカトリック同盟の首領メルクール公フィリップ・エマニュエル・ド・ロレーヌが指揮する軍によって包囲された。17世紀、ヴィトレ男爵家は、ヴェルサイユ宮廷のために町を手放した。市はその評判を失い、静かな土地となった。
この状況は18世紀を通じて続き、19世紀半ばに鉄道が敷かれるまでさらに続いた。加えて、18世紀終わりは王党派の起こしたゲリラ戦シュアンヌリーが特筆される。ヴィトレ領主は絶え、新たで重要な時代が始まったのだった。フランス革命後、小郡庁が置かれた。

### 19世紀から20世紀
鉄道敷設の準備のため、市は南部の防衛設備破壊を決めて閉鎖都市を開き、明白に改善された。ダン＝オー門、ガトセル門、ダン＝バ門が、南部の開発のために破壊された。
ヴィトレは、パリ＝ブレスト間の路線が1857年4月に初めて開通した時から鉄道ハブ地となった。鉄道駅の建設着工は1855年で、閉鎖都市のちょうど南である下町にネオ＝ゴシック様式の小さな荘園邸宅を模して建てられた。市はこの重要な鉄道の影響によって2度実際に切り刻まれた。しかし、これらの産業発展にもかかわらず、市の発展は小さく、農業地帯の中の小さな市場の町のままであった。さらに、1926年には小郡の地位も失った。
ヴィトレは2つの世界大戦で徹底的な破壊を免れ、1944年6月に恐ろしい空襲を受けてほとんどの部分を失ったフージェールを除いて、その歴史的遺産を保存していた。第二次世界大戦終戦後、ヴィトレはフランス全土同様に経済ブームを経験した。
1950年から、ヴィトレは広範囲に発展した。栄光の30年間の最中、ヴィトレはフランスの多くの町がそうであったように、田舎からの転入者を多く受け入れた。
この人口流入が新たな建物開発の引き金となった。メゾン・ルージュ地区の現代的な6階建て建築がこれにあたる。市は相当に開発され、工業地帯と郊外が拡張された。ヴィトレ人口は、1954年の9,611人から現在の17,000人にまで増加した。これは半世紀前の80%以上増加したことになる。城壁内の旧市街は、町の豊かな芸術建築遺産を保存し続けている。

## 統計
14世紀の終わり、ヴィトレには4,000から5,000人の人口があった。同時期のレンヌとナントは13,000人から14,000人前後だった。1560年、ヴィトレ人口は7,800人と概算され、ヴァンヌやカンペールとほぼ同人数であった。
随筆家セヴィニエ夫人が生まれた頃である、1620年前後には、ヴィトレは7,500人の人口を数えた。1762年には人口は14,000人に達した。この人口には市内の中世の境界圏内が含まれ、現在のヴィトレの1/3の面積であった。当時の人口密度は30,000人/km2に近かったことになる。
フランス革命前夜の1789年、ヴィトレ人口は10,850人であった。革命後には明かな人口減少を示し、1861年に8,904人となっていた。1911年、人口が10,613人に増えたことで緩やかな増加傾向が見て取れる。第一次世界大戦と、その後の経済停滞で人口は8,506人に減少した。1999年より、人口は再び18世紀の基準に達し、15,313人となった。2006年には16,156人となった。ヴィトレ小郡3つを合計すると、1999年時点で44,623人の人口があった。シャトーブール小郡を含む大ヴィトレ都市圏全体では、人口55,464人となった。

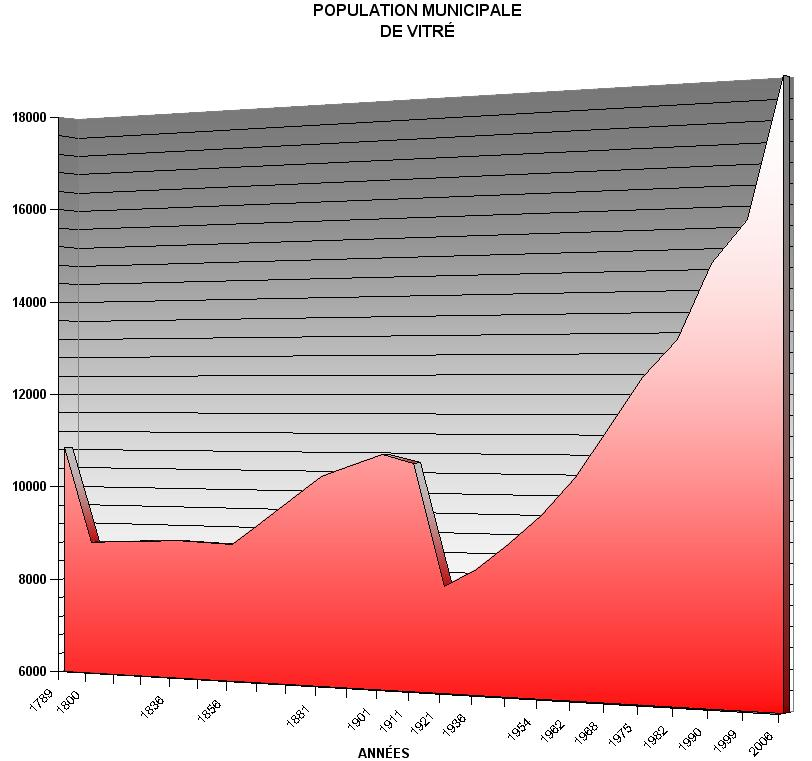
ヴィトレの人口推移

| VITRÉ                                                                                               | 1800  | 1836  | 1856  | 1881   | 1901   | 1921  | 1936  | 1954  | 1962   | 1968   | 1975   | 1982   | 1990   | 1999   | 2006   |
| --------------------------------------------------------------------------------------------------- | ----- | ----- | ----- | ------ | ------ | ----- | ----- | ----- | ------ | ------ | ------ | ------ | ------ | ------ | ------ |
| Population                                                                                          | 8,809 | 8,901 | 8,854 | 10,314 | 10,775 | 8,154 | 8,506 | 9,611 | 10,380 | 11,343 | 12,322 | 13,046 | 14,488 | 15,313 | 16,156 |
| Sources : INSEE and « Vitré » of ROBERT-GUÉDON D., LE GOFF D. et BORDILLON H. Ouest-France Editions |       |       |       |        |        |       |       |       |        |        |        |        |        |        |        |

## 史跡とみどころ

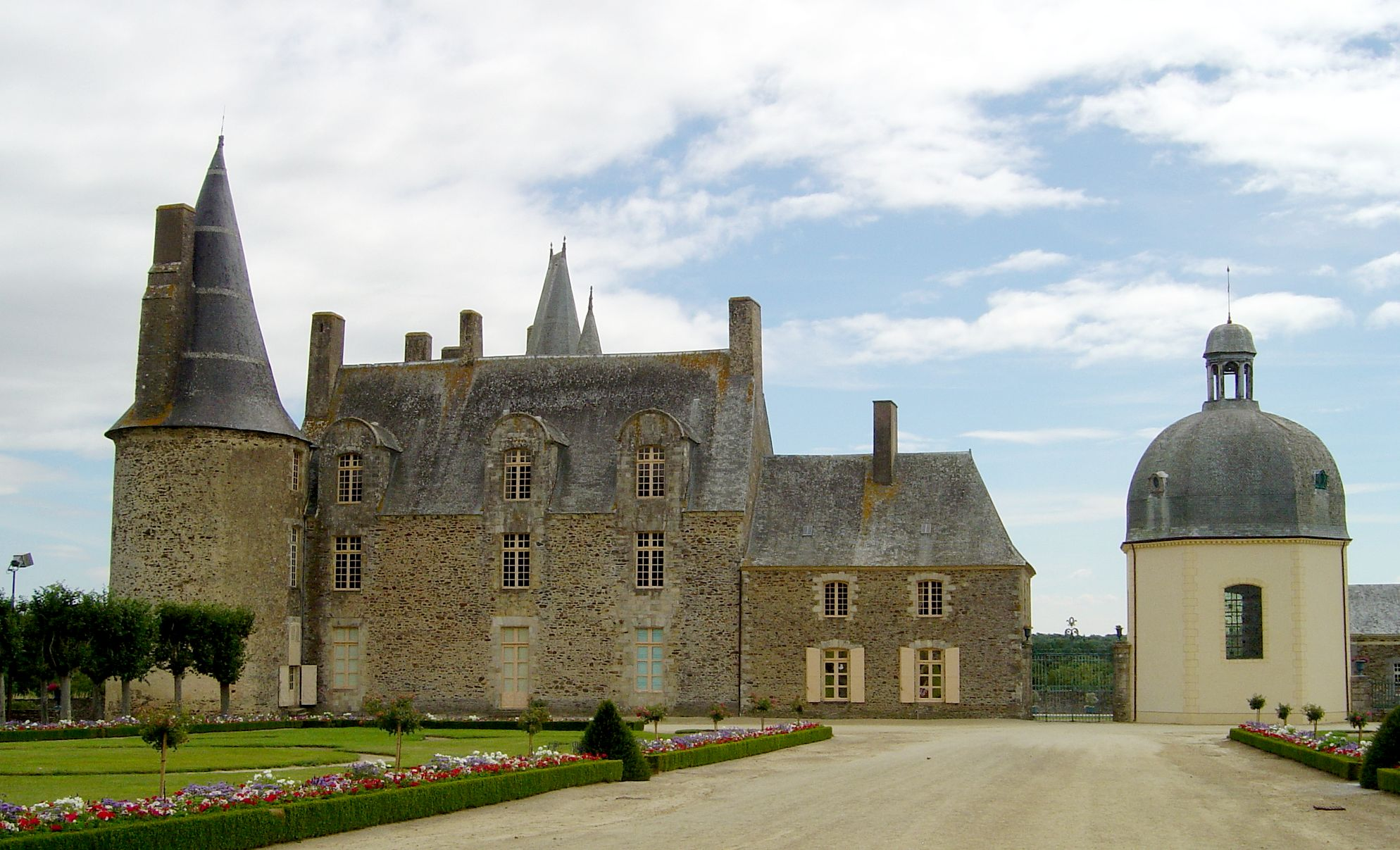
ロシュル＝セヴィニエ城

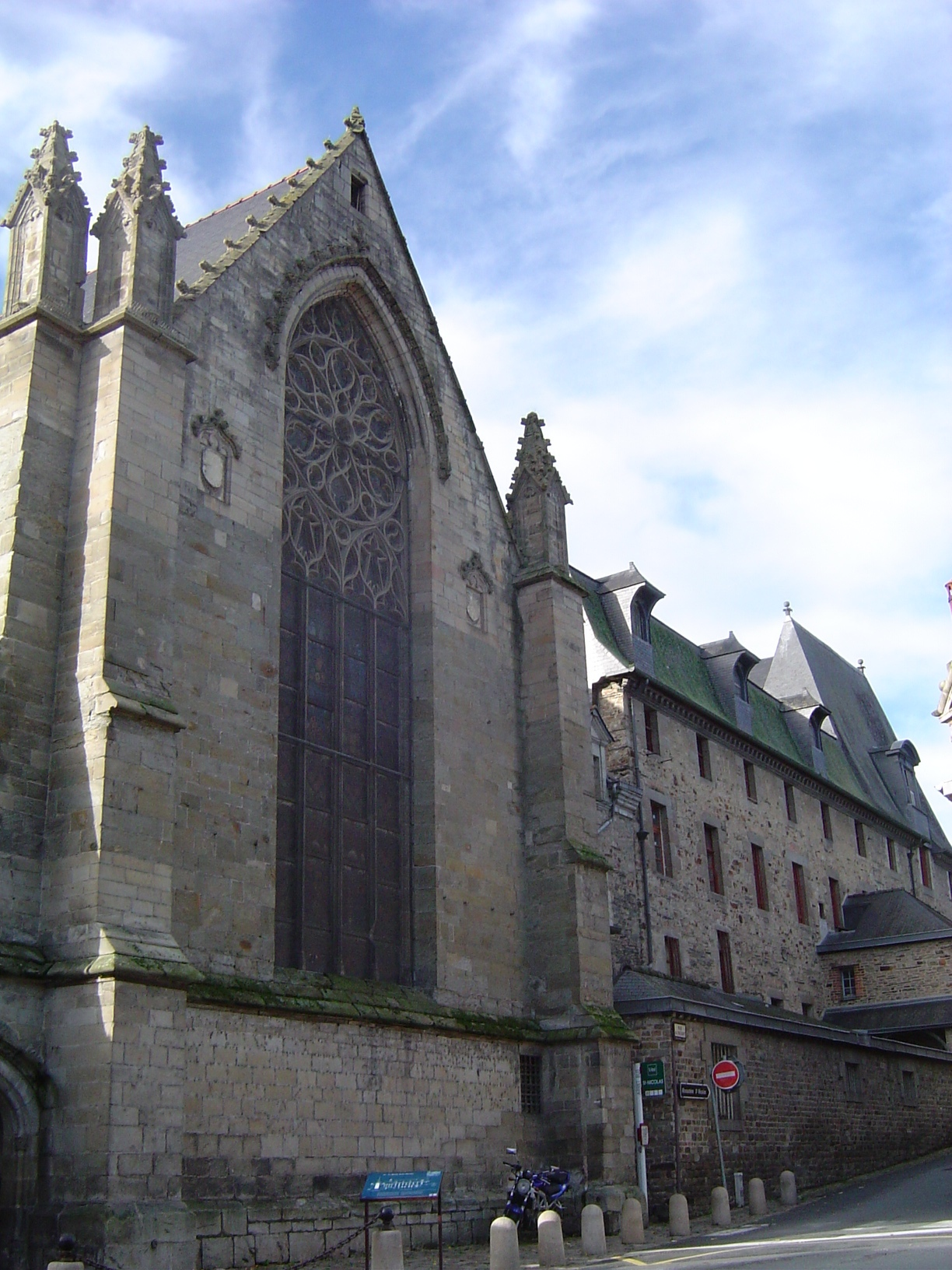
サン＝ニコラ修道院付属礼拝堂

- ヴィトレ城 - 11世紀にヴィトレ領主ロベール1世が建てた石造りの城。ロマネスク様式の他に、改築された時代ごとにゴシック様式、ルネサンス様式の各要素が加わった。ユグノー戦争当時、新教徒派の牙城であった。16世紀にレンヌでペストが大流行した際、ブルターニュ高等法院が城で開催された。現在、歴史文化財に指定されている。
- ロシュル＝セヴィニエ城 - 15世紀にゴシック様式で建てられた、荘園領主の城。かつてセヴィニエ夫人が暮らした。
- サン＝ニコラ修道院付属礼拝堂 - 15世紀から16世紀。ヴィトレ城に近接する。
- ノートルダム教会 - 11世紀。ゴシック＝フランボイヤン様式。
- オーギュスタン修道院 - 1620年建設。

### ガストロノミー

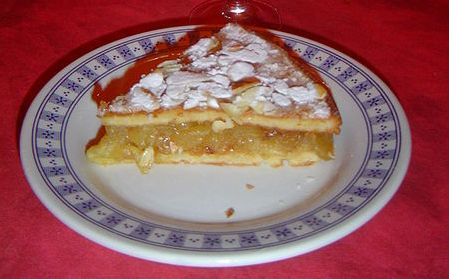
ヴィトレーズ

ヴィトレのスペシャリテとして、オート＝ブルターニュ地方で食されるクレープとガレット＝ソーシス（ソーセージ入りのそば粉のガレット）が有名である。その他にルラド・セヴィニエ（ホロホロチョウの詰め物料理）と、アーモンドを使ったビスケットであるヴィトレーズがある。ゴマを入れたバケットのセヴィニエ（« Sévigné »）もある。

## スポーツ
- ヴィットレンヌFC - プロサッカークラブ

## 姉妹都市
- ヘルムシュテット、ドイツ 1979年
- リミントン、イギリス 1981年
- テールボンヌ、カナダ 1983年
- ジェンネ、マリ共和国 1987年
- ビリャホイオサ、スペイン 1989年
- グリース、アメリカ合衆国 1990年
- シュロダ・ヴィエルコポルスカ、ポーランド 1994年
- タルマチウ、ルーマニア 1999年

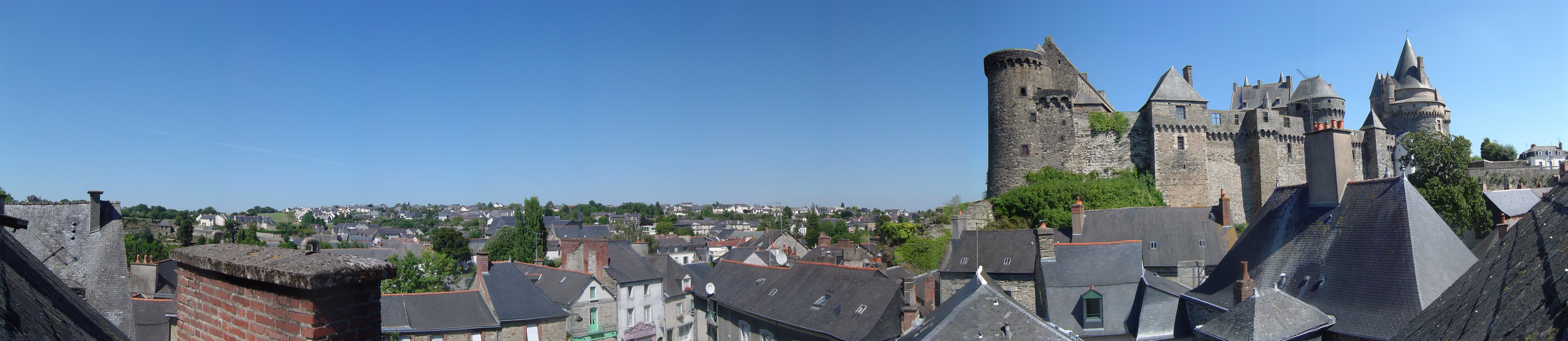